# Клод Орлеанська
Клод Марія Агнес Катерина Орлеанська (фр. Claude Marie Agnès Catherine нар. 11 грудня 1943,  Лараш, Марокко) — французька принцеса з дому Орлеан; дочка претендента на французький престол принца Генріха, графа Паризького, та Ізабелли Орлеан-Браганса; колишня дружина принца Амедео Савойського, герцога Аостського, претендента на італійський престол.

## Біографія
Принцеса Клод народилася в Лараші, Марокко, в будинку своєї бабусі по лінії батька Ізабелли Орлеанської. Її батьком був претендент на французький престол Генріх, граф Паризький, син Жана, герцога де Гіз і нащадок короля Луї Філіпа I. Мати — бразильська принцеса Ізабелла Орлеан-Браганса, старша дочка претендента на бразильський престол дона Педро де Алькантара, принца Грао-Пара, і чеської графині Єлизавети Добрженської де Добрженіч. У родині було 11 дітей, включаючи претендента на престол принца Генріха. Дитинство і юність принцеса провела поблизу Лісабона, де у батьків був маєток.
На весіллі принца Хуана Карлоса Іспанського і принцеси Софії Грецької, в травні 1962 року в Афінах, зустріла Амедео Савойського. Амедео був єдиною дитиною принца Аймоне, герцога Аостського і короля Хорватії в 1941—1943 роках, і Ірини Грецької. 4 жовтня 1963 року ці родини оголосили про свої заручини. На момент весілля принц Амедео був студентом Військово-морського коледжу в Венеції, де навчався і його батько. Весілля відбулося 22 липня 1964 року, в португальському місті Сінтра, недалеко від Лісабона, через місяць після запланованого терміну через те, що колишній король Італії Умберто II, один з гостей на весіллі, не оговтався від операції. На весіллі були присутні 300 гостей, серед яких принц Хуан Карлос з дружиною Софією, що стали в 1975 році королем і королевою Іспанії. Після шлюбу і до розлучення Клод іменувалася «Її Королівська Високість герцогиня Аостская».
Амедео і Клод роз'їхалися 20 червня 1976 року. 26 квітня 1982 року вони отримали цивільне розлучення, а 8 січня 1987 року Трибунал Римської Роти розірвав їх шлюб церковно. Після розлучення принцеса втратила італійський титул герцогині Аостської, прийнявши титул за народженням, «Її Королівська Високість принцеса Клод Орлеанська, принцеса Французька».
Більше не одружувалась.

## Діти
В шлюбі з Амедео Савойським, герцогом Аостським, народила трьох дітей:
- принцеса Б'янка Ірена Ольга Олена Ізабелла Фіоренцо Марія Савойська (рід. 02.04.1966) — в 1988 стала дружиною Гільберта Тіберто Карбонелл Марію Аррівабене Валенти Гонзага, мають чотирьох дочок і сина;
- принц Аймоне Умберто Емануель Філліберто Луїджі Амедео Олена Марія Фіоренцо Савойський (рід. 13.10.1967) — герцог апулійські, одружений з принцесою Ользі Грецької, дочки принца Михайла Грецького і Данського, і Марини Карелл, мають двох синів і дочку;
- принцеса Мафальда Джованна Шамс Марія Фіоренцо Ізабелла Савойська (рід. 20.09.1969) — в 1994 році пошлюбила дона Алесандро Руффо-ді-Калабрія-Сантапау ді Принсіпі ді Палаццоло, племінника королеви Бельгії Паоли, розлучилися в 2000 році, дітей не мали; в 2001 році стала дружиною Франческо Ферранте Карло Наполеона, 10-го барон Ломбардо ді Сан-Кіріко, мають сина і двох дочок.